# 威廉·劳伦斯·布拉格
威廉·劳伦斯·布拉格爵士，CH，OBE，MC，FRS（英語：Sir William Lawrence Bragg，1890年3月31日—1971年7月1日），出生於澳洲的物理学家，他擁有澳洲和英國雙重國籍，因為發現了關於X射線衍射的布拉格定律，1915年与其父威廉·亨利·布拉格一同获得诺贝尔物理学奖。

## 成长经历
劳伦斯·布拉格1890年出生于澳大利亚阿德莱德。当时他的父亲威廉·布拉格在阿德莱德大学当数学物理教授。劳伦斯·布拉格年少时便已表现出对科学和数学的兴趣。5岁时，刚上学不久的他有一次从三轮车上掉下，摔伤了手臂。他父亲此前不久刚好了解到威廉·伦琴对X射线的最新研究，于是他使用X射线对劳伦斯·布拉格的手臂进行检查。这成为澳大利亚有记载的首次在外科医学中使用X射线。
劳伦斯·布拉格是一名有才华的学生。他先在圣彼得学院上学，1904年年仅14岁时进入阿德莱德大学，学习数学、化学和物理，1908年毕业。同年，他父亲接受了利兹大学提供的教授职位，全家搬回英国。1909年秋，劳伦斯·布拉格尽管因患肺炎而在病床上参加考试，仍获得数学奖学金，入读剑桥大学三一学院。完成数学方面的学习后，他转入物理学习，于1911年毕业。

## 学术经历

### X射线结晶学
劳伦斯·布拉格最著名的成就是对X射线繞射的研究，以及据此提出的布拉格定律。布拉格定律给出了受到电磁辐射和粒子波照射时，晶体内原子平面间隔与在该平面上产生最强反射的入射角之间的关系，可以用于测定波长和晶体的点阵间隔。这个定律是1912年劳伦斯·布拉格研究生第一年时发现的。其间，他与在利兹大学研究X射线分光计的父亲进行了讨论。由于是父子间的合作，有人认为这项研究始于父亲，这让劳伦斯·布拉格感到难过。父子两人对X射线繞射的研究为后来DNA双螺旋结构的发现奠定了基础。
他的研究在两次世界大战期间都被迫中断，战争时期他为政府研究声波测距方法。1919年至1937年，他在曼彻斯特维多利亚大学担任物理教授。1937年去世后，劳伦斯·布拉格接替他成为剑桥大学主任。二战结束后，他将实验室分为若干个研究小组。他认为“由6到12名科学家带领一些助手组成的团队是最理想的研究单元”。

### 蛋白质
1948年，劳伦斯·布拉格开始对蛋白质结构产生兴趣，并且在部分方面负责创建一个使用物理方法解决生物问题的研究小组。1953年DNA双螺旋结构的发现过程中，他尽管没有直接参与，但也做出了贡献，在他的支持下，弗朗西斯·克里克和詹姆斯·沃森在卡文迪许实验室开展这方面的研究。而他40年前做的X射线研究也在这一过程中得到应用。同一时期，马克斯·佩鲁茨在卡文迪许实验室开展血红蛋白研究，后来他也因这项研究获得1962年诺贝尔化学奖。经劳伦斯·布拉格提名，克里克、沃森以及莫里斯·威尔金斯成为1962年诺贝尔生理学或医学奖的候选，并最终获奖。

### 皇家研究所
1953年，劳伦斯·布拉格成为皇家研究所富勒里安化学教授。他提出，皇家研究所应当提供一些公众服务，并建议开展一系列演示实验，供中小学生们观摩。这一想法得到积极回应，到1965年，平均每年有两万名学生观摩了这一系列的实验讲座。他在皇家研究所工作到1966年9月后退休。

## 荣誉
1915年，因“开展用X射线分析晶体结构的研究”，劳伦斯·布拉格和他的父亲威廉·亨利·布拉格一起获得诺贝尔物理学奖。当时他年仅25岁，成为历史上最年轻的诺贝尔奖获得者，这个纪录直到2014年才由獲得諾貝爾和平獎的馬拉拉打破，但布拉格仍為史上最年輕的物理学奖得主。此外，他还先后获得马泰乌奇奖章（1915年）、休斯奖章（1931年）、皇家奖章（1946年）和科普利奖章（1966年）。
1921年，他当选为皇家学会院士。他还是美国、法国、瑞典、中国、荷兰和比利时等国科学院的名誉院士或外籍院士。
他先后被英国王室授予大英帝国勋章（1918年）、军功十字勋章（1918年）和名誉勋位（1967年）。1941年被封为爵士。
1965年12月，他应诺贝尔基金会之邀，在斯德哥尔摩介绍了其研究领域过去50年提的发展状况，这也是历史上第一个“诺贝尔讲座”。
自1992年起，澳大利亚物理学会设立一个全国年度最佳物理博士论文奖项，向最佳论文的作者颁发“布拉格金牌”（The Bragg Gold Medal for Excellence in Physics）。这枚奖牌的命名是为了纪念布拉格父子，奖牌正面图案为劳伦斯·布拉格肖像。

## 个人生活
劳伦斯·布拉格1921年与艾丽丝·霍普金森结婚。他们育有四个子女。劳伦斯·布拉格的爱好包括绘画、文学和园艺。